# Rouvres-en-Woëvre
Rouvres-en-Woëvre là một commune thuộc tỉnh Meuse trong vùng Grand Est đông nam nước Pháp.